# دره مرادبیگ
دره مرادبیگ یا دره مرادبیک بزرگ‌ترین درهٔ کوهستان الوند است و در جنوب شهر همدان قرار دارد. این دره برخلاف سایر دره‌های الوند مانند دره ماوشان‌رود (نام دیگر دره امامزاده کوه) و دره گنج‌نامه که در مسیر راه‌های باستانی قرار داشتند و نام آن را مردمان محلی آن گذاشته‌اند؛ به آبشار اللودر منطقهٔ بسته‌ای قرار دارد و آمدوشد در آن بسیار اندک بوده است. تنها راه ارتباطی راه مالروی انتهای دره است که از طریق درهٔ چشمه فرشه در فصول خشک سال با روستای پشت کوه (یال غربی الوند) امکان مراوده دارد. آثار یک روستای قدیمی در غرب این دره، در یکی دو کیلومتری شهر دره مرادبیگ به چشم می‌خورد.
از آب شدن برف‌ها و آب چشمه‌های فراوان در این دره رود الوسجرد تشکیل شده است.
از مکان‌های معروف دره مرادبیگ می‌توان به دره گرگ، دره غوله، دره حاج محمد (حاجمد)، لیژه، چرچرآب، سیزده خانه، قلعه سیلوار، سر دوش، حمام خرابه، قرق، کندو خانه، منبع، پیررحمان و دره بهشت اشاره کرد.
دره مرادبیگ یکی از زیباترین روستاهای همدان است. درهٔ گل زرد هم از دره‌های زیبای آن است.